# Sulimy (Giżycko)
Pour les articles homonymes, voir Sulimy.
Sulimy est un village polonais de la voïvodie de Varmie-Mazurie, dans le powiat de Giżycko.